# Emīls Liepiņš
Emīls Liepiņš (Dobele, 22 oktober 1992) is een Lets wielrenner die sinds 2025 rijdt voor Q36.5 Pro Cycling Team.

## Carrière
In 2014 werd Liepiņš derde in het eindklassement van de Ronde van Estland, achter Eduard-Michael Grosu en Adrian Kurek. In de eerste etappe moest hij het in de massasprint enkel afleggen tegen Grosu.
In 2018 behaalde Liepiņš zijn eerste UCI-overwinning toen hij de Trofej Poreč won. Later in het seizoen won hij tevens het eind- en puntenklassement van de Baltic Chain Tour.

## Overwinningen
2018
Trofej Poreč
3e etappe Istrian Spring Trophy
Heistse Pijl
2e etappe Baltic Chain Tour
Eind- en puntenklassement Baltic Chain Tour
2019
1e etappe deel A Internationale Wielerweek
2022
 Lets kampioen op de weg
2023
 Lets kampioen op de weg
2024
 Lets kampioen op de weg

### Resultaten in voornaamste wedstrijden
| Jaar | Ronde van Italië | Ronde van Frankrijk | Ronde van Spanje |
| ---- | ---------------- | ------------------- | ---------------- |
| 2017 |                  |                     |                  |
| 2018 |                  |                     |                  |
| 2019 |                  |                     |                  |
| 2020 |                  |                     | 124e             |
| 2021 |                  |                     |                  |
| 2022 |                  |                     |                  |
| 2023 |                  |                     |                  |
| 2024 |                  |                     |                  |
| 2025 | 131e             |                     |                  |

| Jaar | Milaan-San Remo | Gent-Wevelgem | Ronde van Vlaanderen | Parijs-Roubaix | Amstel Gold Race | Parijs-Tours |  | WK op de weg |
| ---- | --------------- | ------------- | -------------------- | -------------- | ---------------- | ------------ |  | ------------ |
| 2017 |                 |               |                      |                |                  | 43e          |  |              |
| 2018 |                 |               |                      |                |                  |              |  |              |
| 2019 |                 |               |                      |                |                  |              |  | opgave       |
| 2020 |                 |               |                      |                |                  |              |  |              |
| 2021 |                 |               |                      | 95e            |                  |              |  | 52e          |
| 2022 |                 |               |                      |                | 92e              |              |  | 58e          |
| 2023 |                 |               | 71e                  | 105e           |                  |              |  | 29e          |
| 2024 |                 |               |                      |                |                  | 34e          |  | opgave       |
| 2025 | 126e            | 63e           | opgave               |                | opgave           |              |  |              |

### Resultaten in kleinere rondes
| Jaar | Tour Down Under | UAE Tour | Tirreno-Adriatico | Ronde van Catalonië | Ronde van het Baskenland | Ronde van Romandië | Critérium du Dauphiné | Ronde van Polen | Benelux Tour |
| ---- | --------------- | -------- | ----------------- | ------------------- | ------------------------ | ------------------ | --------------------- | --------------- | ------------ |
| 2020 |                 |          |                   |                     |                          |                    |                       | 114e            | opgave       |
| 2021 |                 | 87e      | 109e              |                     |                          |                    |                       | 104e            |              |
| 2022 |                 | 87e      |                   |                     |                          |                    |                       | 103e            |              |
| 2023 | 46e             | 92e      |                   |                     |                          |                    |                       |                 | 43e          |
| 2024 | 95e             |          |                   | 133e                | opgave                   | opgave             | opgave                |                 |              |

## Ploegen
- 2011 –  Alpha Baltic-Unitymarathons.com
- 2012 –  Rietumu-Delfin
- 2013 –  Alpha Baltic-Unitymarathons.com
- 2014 –  Rietumu-Delfin
- 2015 –  Rietumu-Delfin
- 2016 –  Rietumu-Delfin
- 2017 –  Rietumu Banka-Riga
- 2017 –  Delko Marseille Provence KTM (stagiair vanaf 28-7)
- 2018 –  ONE Pro Cycling
- 2019 –  Wallonie Bruxelles
- 2020 –  Trek-Segafredo
- 2021 –  Trek-Segafredo
- 2022 –  Trek-Segafredo
- 2023 –  Trek-Segafredo
- 2024 –  Team dsm-firmenich PostNL
- 2025 –  Q36.5 Pro Cycling Team

Ālītis · Bēcis · Beļēvičs · Bogdanovičs · Gavars · Kalniņš · Kaņepējs · Liepiņš · Lukševics · Pruus · Rubenis · Sokorin · Vaitkus · Vosekalns
Andersen · Aristi · Combaud · Di Grégorio · Díaz · El Fares · Fernández · Finetto · Giraud · Hupond · Laas · Lemarchand · Madrazo · Martinez · Pacher · Rodríguez · Šiškevičius · Smukulis · Couanon (stagiair) · Dyball (stagiair) · Liepiņš (stagiair)
Baylis · Domagalski · Kelly · Latham · Liepiņš · McCormick · Oram · Richardson · Scott · Tracz · Williams
Dehaes · Ista · Jules · Liepiņš · Lietaer · Molly · Mortier · Nõmmela · Paasschens · Peyskens · Planckaert · Robeet · Six · Spengler (t/m 10 oktober) · Taminiaux · T. Wirtgen · Castrique (stagiair) · Huys (stagiair) · Paquot (stagiair) · L. Wirtgen (stagiair)
Bernard · Brambilla · Ciccone · Clarke · Conci · De Kort · Eg · Elissonde · Kamp · Kirsch · Liepiņš · López · Mollema · Mosca · Moschetti · Mullen · A. Nibali · V. Nibali · Pedersen  · Porte · Quarterman · Reijnen · Ries · Simmons · Skujiņš · Stuyven · Theuns · Weening (vanaf 5 juni) · Fancellu (stagiair) · Skjelmose Jensen (stagiair) · Tiberi (stagiair)
Bernard · Brambilla · Ciccone · Conci · Eg · Egholm · Elissonde · Gebreigzabhier · Kamp · Kirsch · De Kort  · Liepiņš · López · Mollema · Mosca · Moschetti · Mullen · A. Nibali · V. Nibali · Pedersen · Quarterman · Reijnen · Ries · Simmons · Skjelmose Jensen · Skujiņš · Stuyven · Theuns · Tiberi · Baroncini (stagiair) · Hellemose (stagiair) · Hoole (stagiair)
Aberasturi · Baroncini · Bernard · Brambilla · Brustenga · Cataldo · Ciccone · Egholm · Elissonde · Gallopin · Gebreigzabhier· Hellemose · Hoelgaard · Hoole · Kamp · Kirsch · Liepiņš · López · Mollema · Mosca · Moschetti · Pedersen · Pellaud · Simmons · Skjelmose Jensen · Skujiņš · Stuyven · Theuns · Tiberi · Tolhoek · Vergaerde · Nys (stagiair) · Vacek (stagiair)
Aberasturi · Baroncini · Bernard · Brustenga · Cataldo · Ciccone · Elissonde · Gallopin · Gebreigzabhier · Hellemose · Hoelgaard · Hoole · Kirsch · Liepiņš · López · Mollema · Mosca · Nys · Mad.Pedersen · Simmons · Skjelmose · Skujiņš · Stuyven · Tesfatsion · Theuns · Tiberi (tot 28/4) · Tolhoek · Vacek · Vergaerde · Aebersold (stagiair) · Mar.Pedersen (stagiair) · Teutenberg (stagiair)
Andresen · Bardet · Barguil · Van den Berg · Bevin · Bittner · Van den Broek · Combaud · Degenkolb · Dinham · Eddy · Edmondson · Eekhoff · Hamilton · Jakobsen · Leemreize · Leijnse · Liepiņš · Märkl · Naberman · Onley · Poole · Roosen · Tusveld · van Uden · Vermaerke · Welten · Koerdt (stagiair)
- Nationale Bibliotheek van Letland: 000302544
- Virtual International Authority File: 27162060358951401866